# Sonia Sarah Lipsyc
Sonia Sarah Lipsyc, née en 1955 à Casablanca au Maroc, franco-canadienne, est une femme de théâtre, autrice, intervenant dans les médias, sociologue et intellectuelle juive. 
Féministe, elle s'engage pour l’évolution du statut des femmes dans la Loi juive, dans un courant qui concilie foi et féminisme.

## Biographie
Sonia Sarah Lipsyc est née en 1955 à Casablanca, au Maroc, d'un père ashkénaze et d'une mère séfarade. Elle quitte, enfant, son pays natal avec sa famille qui s'installe à Strasbourg.
Elle émigre au Québec en 2009, et crée à Montréal, Aleph, un centre d'études juives contemporaine.

## Parcours

### Théâtre
Écrire des pièces de théâtre et les mettre en scène est le premier métier de Sonia Sarah Lipsyc.
Elle suit l'enseignement de Jean-Pierre Vincent, directeur du TNS, et joue dans une de ses productions à la Comédie Française.
Elle crée la Compagnie de théâtre Kedem. Elle écrit et met en scène la pièce Salomon Mikhoëls ou le Testament d'un acteur juif sur Mikhoels au théâtre de la Maison des Arts et Loisirs de Strasbourg en 1987, dont le texte est publié en 2002 aux Éditions du Cerf.
À Montréal, elle met en scène Dibbouk skoun ada au Centre Segal et Sauver un être, sauver un monde — une pièce sur la Shoah, jouée devant des centaines d’étudiants du secondaire. Elle conçoit et produit le spectacle Suis-je la gardienne de ma sœur, en partie sur la base de sa série de nouvelles Yentl is back, publié sous forme feuilletonesque par le magazine Tenoua.

### Médias
Elle a collaboré à Tribune Juive en 1978 avec une interview de Gisèle Halimi.
De 2003 à 2006, elle participe à l'émission À bible ouverte du rabbin Josy Eisenberg. Elle anime plusieurs de ces émissions.
Elle a co-conçu la soirée Thema sur Arte consacrée au soulèvement du ghetto de Varsovie intitulée Ne dis pas que tu vas ton dernier chemin.
En 2011, sa nouvelle Eve des limbes revenues donne lieu à une création radiophonique sur France Culture.
Elle a été rédactrice en chef de la Voix Sépharade, le magazine de la communauté juive francophone, principalement  marocaine, du Québec. Elle intervient sur les sujets ayant trait au judaïsme, notamment dans l'émission Paroles divines de Radio-Canada, où elle apporte, aux côtés d’intervenants chrétiens et musulmans, la lecture juive sur des thèmes sociétaux.

### Recherche
Elle obtient un doctorat en sociologie en 1997.
Elle est chercheure à l'Université de Louvain, collabore avec le CNRS (membre associée du « Groupe Sociologie Religion et Laïcité » - GSRL) et elle intervenue dans des universités en France, Israël et au Quebec. Elle est chercheure associée à l'Institut d'Études Juives Canadienne de l'Université Concordia (Montréal).
En 2004, elle encadre une rencontre francophone sur le thème de « Femmes et judaïsme » au Musée d’Art et d’Histoire du Judaïsme à Paris, et dirige l'ouvrage qui en est issu  « Femmes et Judaïsme dans la société contemporaine », en 2008,.

### Féminisme
En 2006, Sonia Sarah Lipsyc réalise un rapport pour la WIZO concernant les difficultés rencontrées par les femmes pour obtenir leur divorce religieux (guet),. Un volet de cette enquête portait sur les violences à l'intérieur du couple et a donné lieu à la création, par la WIZO et par la Coopération Féminine, de l'association NOA (Nommer, Oser, Agir) qui a pour objet de porter secours aux femmes victimes de violences conjugales.
La même année, elle mène avec d'autres Strasbourgeoises un « combat » pour l'élection des femmes au Consistoire de Strasbourg.
Sonia Sarah Lipsyc édite deux ouvrages aux Éditions In Press sur le thème des femmes et du judaïsme : « Quand les femmes lisent la bible » avec Janine Elkouby (2007) et « Femmes et judaïsme aujourd'hui » (2008).

### La pensée juive
Sonia-Sarah Lipsyc étudie avec le rabbin Léon Ashkenazi, en Israël. Elle enseigne à l’Institut universitaire d’études juives Élie Wiesel, au Collège des Études juives de l’Alliance israélite universelle.
En 2009, à l'invitation de la CSUQ (communauté sépharade unifiée du Québec), Sonia Sarah Lipsyc crée et dirigé ALEPH - un Centre d'études juives contemporaines à Montréal. Ce centre se concentre sur le dialogue interreligieux, l'égalité homme-femme dans le judaïsme, la rencontre entre courants religieux et laïques. En 2025, un fonds archivistique sur Aleph a été constitué aux Archives de la Bibliothèque publique juive de Montréal.
Elle donne des conférences sur le campus numérique juif Akadem.

## Prix et distinctions
- Prix d’excellence en éducation juive, de la Fondation Samuel et Brenda (2011)[32],

- Prix du Congrès maghrébin au Québec (CMQ), catégorie "Art et culture" (2015)[33].

- Une des 50 personnalités JEWPOP, l'équivalent francophone du palmarès du magazine américain The Forward (2019)[34].

## Œuvres

### Essais
- Femmes et judaïsme aujourd’hui, In Press, coll. « Spiritualités », 10 septembre 2008, 350 p. (ISBN 978-2-84835-155-1)
- Sonia Sarah Lipsyc, « Le paradigme des filles de Tsélofrad dans la Bible », Pardès, Paris, In Press « Quand les femmes lisent la Bible », no 43,‎ 1er décembre 2007, p. 65 à 91 (ISBN 9782848351346)

### Fictions
- Eve des limbes revenue ou l'interview exclusive de la première femme de l'humanité, œuvre radiophonique, réalisation de Jacques Taroni, France Culture, Paris, 2011[21].
- Yentl is back, Feuilleton littéraire, Revue Tenou'a, 2013[35].
- Shavouot : À quel livre appartiens-tu ? Nouvelle, Revue Tenou'a, 2025[36].

### Théâtre
- Salomon Mikhoëls ou le testament d’un acteur juif, pièce de théâtre et textes critiques, Éditions du Cerf, Paris, 2002[37].

### Articles et chapitres de livres
- Sonia Sarah Lipsyc (dir.), « Lettre à ma filleule. Que sait-on des commencements ? », dans Lettres aux femmes d’ici et d’ailleurs, Montréal, Fides, 2017 (ISBN 978-2-7621-4060-6, présentation en ligne), p. 28-52[38].
- L'accès des femmes aux fonctions religieuses publiques dans le judaïsme et l'islam : de l'exclusion à "l'intégration". Étude à partir des enjeux d'appellation, co-écrit avec Belkacem Benzenine, dans Juives et Musulmanes. Genre et religion en négociation, sous la direction de Lisa Anteby-Yemini, ed. Karthala. Maison méditerranéenne des sciences de l'homme, Paris, 2015 (pp.97-139)[39].
- Talmud et théâtre. Genèse d'une réflexion métaphysique et sociologique sur le théâtre juif, in Théâtres d'Asie et d'Orient. Traditions, rencontres, métissages, sous la direction de Eve Feuillebois-Pierunek, ed. P.I.E. Peter Lang, Bruxelles, 2012 (pp.469-486)[40].

### Guide
- Le Guide du divorce religieux (guet) en France, rédaction avec Annie Dreyfus et Janine Elkouby, Wizo et Consistoire de Paris, Paris, 2008.